# هولمز بيتش
هولمز بيتش (بالإنجليزية: Holmes Beach)‏ هي مدينة أمريكية تقع في ولاية فلوريدا. تبلغ مساحة هذه المدينة 4.5 (كم²)،ويبلغ عدد سكانها 4966 نسمة حسب إحصاء سنة 2010 م 4966.تشير إحصاءات سنة 2000م بأن الكثافة السكانية في هذه المدينة تقدر بـ(1103.6) نسمة/كم2 